# بخعون
بخعون هي قرية لبنانية من قرى قضاء الضنية في محافظة الشمال. وهي من المصايف في جبل الضنية.

## معنى الاسم
بخعون: بكِ العون (والحديث عن القرية) مكان منفرد منقطع.

## العمران
شهدت البلدة خلال السنوات العشر الأخيرة نهضة عمرانية قسمتها إلى قسمين حديثة وقديمة تفصل بينهما المباني الضخمة والمطاعم والفنادق، مما اضفى عليها طابعا مميزا جعلها محط انظار اهالي المنطقة ومحطة للعابرين إلى باقي القرى والبلدات في الضنية، ومسكنا دائما لقسم من أبناء طرابلس والجوار وان كانت بخعون الحديثة على هذا الشكل فان الوضع في بخعون القديمة لا يختلف كثيرا كونها حافظت على تراثها القروي واستطاعت ان تواكب النهضة العمرانية التي شهدتها مثيلتها الحديثة، جامعة بذلك بين الماضي والحاضر.

## السكان
يبلغ عدد سكانها 12000 نسمة

## الموقع
```
تبعد بخعون عن مدينة طرابلس 18 كيلومترا.
```

## المعالم الدينية
تضم في نطاقها الإداري ثلاثة مساجد كبيرة تهتم دار الاوقاف الإسلامية بإدارة شؤونها، إضافة إلى أربعة مساجد صغيرة هي تحت وصاية أبناء البلدة المكلفين من قبل المساهمين ببناء هذه المساجد.

## الوضع التربوي
يوجد في البلدة ثلاث مدارس رسمية وثلاث مدارس خاصة بينها ثانوية تستوعب نحو 2500 طالب وطالبة من أبناء البلدة والجوار

## قلعة بخعون
قلعة بخعون أو برج فخر الدين: نسبة لبانيه سنة 1618 بالإضافة إلى البلدة أو الضيعة القديمة وإلى مبنى مركز إدارة ناحية الضنية أواخر أيام حكم الدولة العثمانية.